# (36248) 1999 VA176
1999 VA176 (asteroide 36248) é um asteroide da cintura principal. Possui uma excentricidade de 0.08031540 e uma inclinação de 9.07705º.
Este asteroide foi descoberto no dia 2 de novembro de 1999 por CSS em Catalina.